# Райна Талинска
Райна Илиева Кирчева-Талинска е българска актриса.

## Биография
Родена е във Варна на 24 февруари 1888 г. Завършва гимназиалното си образование в София и постъпва в Историко-филологическия факултет на Софийския университет. През 1907 г. учи в Драматичната школа на Ем. Райхер в Берлин. Дебютира през 1909 г. на сцената на Народния театър в ролята на Тамара в „Борислав“ на Иван Вазов, макар и първата ѝ роля да е на Луиза в „Коварство и любов“ на Фридрих Шилер, но тя е играна на закрита за публика сцена. От 1909 до 1930 г. играе на сцената на Народния театър. Почива на 12 февруари 1954 г. в София.

## Роли
Райна Талинска играе множество роли, по-значимите са:
- Фъргова – „Милионерът“ на Йордан Йовков
- Петранова – „Големанов“ на Ст. Л. Костов
- Наташа – „Три сестри“ на Антон Чехов
- Аня – „Вишнева градина“ на Антон Чехов
- Ана Андреевна – „Ревизор“ на Николай Гогол
- Мисис Куйкли – „Хенри IV“ на Уилям Шекспир
- Рада – „Зидари“ на Петко Тодоров[1]